# Élections législatives nigériennes de 1996
Les élections législatives nigériennes de 1996 ont lieu le 23 novembre 1996 afin d'élire les membres de l'Assemblée nationale du Niger.
Organisées un peu moins de deux ans après les élections précédentes de janvier 1995, elles font suite au coup d'État de janvier 1996 qui mène au pouvoir le militaire Ibrahim Baré Maïnassara. Ce dernier établit un régime présidentiel avec la promulgation d'une nouvelle Constitution, approuvé par référendum en mai 1996. Il est élu de manière controversée lors de l'élection présidentielle de juillet de la même année.
Boycotté par huit partis d'opposition regroupés au sein du Front de restauration et de défense de la démocratie, le scrutin voit la victoire de l'Union nationale des indépendants pour le renouveau démocratique (UNIRD), qui remporta 59 des 83 sièges, dont trois obtenus lors d'élections partielles après l'invalidation des résultats initiaux par la Cour suprême.

## Contexte
Les précédentes élections législatives de janvier 1995 donnent lieu à une cohabitation avec une Assemblée nationale divisé, l'opposition formant la nouvelle coalition au pouvoir et Hama Amadou du Mouvement national pour la société de développement (MNSD), devenant Premier ministre. Cela met fin à l'alliance instable de l'Alliance des forces de changement (AFC) en place depuis la fin de la dictature en 1993, cette dernière visant principalement à écarter le MNSD, ancien parti du régime militaire du pouvoir. Le MNSD de centre droit et le Parti nigérien pour la démocratie et le socialisme (PNDS) de gauche forment une alliance improbable, unis principalement par leur opposition commune au président de la République Mahamane Ousmane. L'incapacité du président et de ce nouveau gouvernement à collaborer conduit à une paralysie politique. 
Cette impasse est l'une des raisons invoquées pour justifier le coup d'État du 27 janvier 1996, qui porte au pouvoir le régime militaire d'Ibrahim Baré Maïnassara. L'Assemblée nationale et les partis politiques sont dissous tandis que le Forum national pour le renouveau démocratique fait office d'organe législatif intérimaire. Une nouvelle Constitution instaurant un régime présidentiel est adoptée par référendum le 12 mai 1996 suivie en juillet par une élection présidentielle remportée au premier tour par Ibrahim Baré Maïnassara avec 52 % des voix, dans un contexte de fraude massive et de graves irrégularités,.
Les élections législatives initialement prévues en septembre 1996 sont reportés à deux reprises pour des raisons d'organisation avant d'être fixé en novembre avec une campagne électorale du 18 octobre au 8 novembre. Les huit partis d'oppositions regroupés au sein du Front de restauration et de défense de la démocratie (FRDD) annonce le boycott le scrutin motivé par le refus du rétablissement de la Commission électorale nationale indépendante (CENI) dans sa forme initiale.

## Système électoral
L'Assemblée nationale est de jure la chambre basse du Parlement du Niger. Cependant, la seconde chambre prévue par la Constitution de 1996 n'ayant pas été mise en place, elle est de facto un parlement monocaméral. Elle composée de 83 sièges pourvus pour cinq ans, dont 75 au scrutin proportionnel plurinominal dans huit circonscriptions de 4 à 14 sièges correspondant aux sept régions du Niger plus la capitale Niamey. Après décompte des voix, les sièges sont répartis selon la méthode de la de la plus forte moyenne. À ce total s'ajoutent huit sièges réservés aux minorités nationales pourvus au scrutin uninominal majoritaire à un tour au sein de circonscriptions basées sur les régions,.

## Résultats
| Parti                    | Parti                                                                   | Voix      | %     | +/-  | Sièges | +/-           |
| ------------------------ | ----------------------------------------------------------------------- | --------- | ----- | ---- | ------ | ------------- |
|                          | Union nationale des indépendants pour le renouveau démocratique (UNIDR) | 990 308   | 66,03 | Nv   | 59     | 59            |
|                          | Alliance nigérienne pour la démocratie et le progrès (ANDP)             | 123 957   | 8,26  | 4,62 | 8      | 1             |
|                          | Parti des masses pour le travail (PMT)                                  | 107 000   | 7,13  | Nv   | 2      | 2             |
|                          | Union des patriotes démocrates et progressistes (UPDP)                  | 91 944    | 6,13  | 5,19 | 4      | 3             |
|                          | Union pour la démocratie et le progrès social (UDPS)                    | 36 899    | 2,46  | 0,7  | 3      | 1             |
|                          | Parti pour la dignité du peuple (PDP)                                   | 21 475    | 1,43  | Nv   | 3      | 3             |
|                          | Mouvement pour la démocratie et le progrès (MDP)                        | 7 562     | 0,50  | Nv   | 1      | 1             |
|                          | Autres partis                                                           | 73 862    | 4,92  | –    | 0      | en stagnation |
|                          | Indépendants                                                            | 46 805    | 3,12  | –    | 3      | 3             |
|                          |                                                                         |           |       |      |        |               |
| Votes valides            | Votes valides                                                           | 1 499 812 | 97,65 |      |        |               |
| Votes blancs et nuls     | Votes blancs et nuls                                                    | 36 151    | 2,35  |      |        |               |
| Total                    | Total                                                                   | 1 535 963 | 100   | –    | 83     | en stagnation |
| Abstentions              | Abstentions                                                             | 2 403 138 | 61,01 |      |        |               |
| Inscrits / participation | Inscrits / participation                                                | 3 939 101 | 38,99 |      |        |               |

## Analyse et conséquences
Sous la supervision d'observateurs internationaux, le jour du scrutin se déroule globalement dans le calme. Toutefois, les principaux partis d'opposition contestent les chiffres officiels de la participation. L'Union interparlementaire fait également état de sérieuses irrégularités dans les résultats publiés par les autorités électorales.
La nouvelle législature s'ouvre en décembre 1996 et élit Moutari Moussa de l'UNIRD à la présidence de l’Assemblée nationale. Le 21 décembre, le président de la République Ibrahim Baré Maïnassara nomme Amadou Cissé au poste de Premier ministre.